# Хламида
Хламидата (от гръцки Χλαμύς) е леко наметало, най-често срещаната пелерина, носена обикновено от младите древногръцки мъже. Представлява правоъгълно парче плат, прикрепено над дясното рамо чрез възел или фибула. Хламидата оставя дясната ръка непокрита и при правилно положение на тялото по нея се оформя поредица от красиви вертикални гънки.
Завоюването на Персия и Египет от Александър Македонски през 4 век пр.н.е. донася нови модни влияния в Древна Гърция. Повечето гръцки облекла в продължение на векове са носени както от мъже, така и жени, но хламидата е една от малкото древногръцки дрехи, предназначена изключително за мъже.

## Вид
Правоъгълното парче плат, използвано като хламида обикновено е с размери 180 х 135 cm. Изработва се от груб вълнен или ленен плат и служи за допълнителна защита от студ и вятър, като същевременно осигурява свобода на движението. Хламидата оставя дясната ръка свободна, за да държи оръжието или юздите на коня и обхваща по-голяма част от торса. Понякога може да се използват и по-фини материи. Според Прокопий Кесарийски персийските во̀йни от средата на 6 век пр.н.е., представители на висшата аристокрация, имат правото да носят хламиди от морска коприна, тъкан изработвана от секретите на вид средиземноморска мида.
В идеалния случай тази дреха е бяла, но обикновено има естествените цветове на вълната и лена, от които е ушита, въпреки че в Древна Елада по това време вече знаят как да боядисват платовете. Краищата на хламидата могат да бъдат заоблени, да бъдат украсени с някакви орнаменти или лента и поредица от тегели, които да поддържат и оформят желаните гънки. Когато е оцветена, тя представлява символ на някакво събитие или традиция. Хламидите, носени на театралната сцена, са оцветявани съобразно символиката, свързана с представлението. Траурната хламида е черна или тъмносиня, а в някои области на Гърция — бяла, тъй като там това е цветът на траура. Пурпурна хламида има право да носи само владетелят, тъй като това е кралският цвят.

## Употреба
- В Древна Гърция хламидата се носи от различни слоеве на населението. Обикновено се облича над някаква друга дреха, като хитона, но често се носи и самостоятелно.[4] В много произведения на гръцкото изкуство куриерите, които носят известия между гръцките градове, са показани, облечени само с хламида и шапката петасос с широка периферия. Това облекло е типично за пътническите дрехи по онова време.[1] Младите спартанци между 12 и 16-годишна възраст, които са ученици в частната гимнастическа школа Палестра, обличат хламидата директно върху голото си тяло. Тя е традиционно облекло за во̀йните и за пътешествениците.[2] В поход войниците често я използват и като одеяло.[1]

- Във Византийската империя хламидата претърпява развитие, като увеличава дължината си. Освен това декорираната пурпурна хламида става част от церемониалното императорско облекло. На много от монетите, стенописите и мозайките от онова време императорите са изобразени, облечени в хламиди.

- В Римската империя още от 4 век се налага правилото всеки благородник, посещаващ двореца, да носи костюм, отговарящ и илюстриращ ранга или длъжността, която заема. Така например, кандидатът за патриций се явява, като се намята с хламида, закопчана със златна фибула, украсена с лика на императора. Ако е военен, хламидата е червена, а ако е гражданско лице – бяла.[5] На стенописите в гробницата в Дуросторум е изобразен един от робите, който държи високо вдигната тъмночервена хламида със златна фибула и пурпурно-виолетови квадратни таблони, в които е вписан червен ромб. Господарят му е наметнат със също такава дреха.[6]

- В България хламидата също е била възприета, по-скоро като официално облекло. На медальона на хан Омуртаг владетелят е представен облечен в хламида, закопчана с фибула и с византийски владетелски знаци – корона от типа „стема“ с пропендули (висулки), кръст и акакия (торбичка с пръст).[7]

- През Средновековието, а и по-късно, хламидата е възприемана като романтичен символ за принадлежността към обществото на бохемите.[4]